# Sant Francesc (barri de València)
Sant Francesc és un barri del districte de Ciutat Vella de la ciutat de València.

## Geografia
Es tracta del més gran dels sis barris del districte de Ciutat Vella, amb 0,44 km², i el segon més poblat, amb 5.267 habitants el 2011. Ocupa tot el sud del districte i limita al nord-oest amb els barris del Pilar i del Mercat, al nord-est amb els de la Seu i la Xerea, al sud-oest amb el barri de La Roqueta del districte d'Extramurs i al sud-est amb els barris de Russafa i Pla del Remei del districte de L'Eixample.
Rep el nom de Sant Francesc per l'antic convent de Sant Francesc que estava situat a l'actual esplanada de la Plaça de l'Ajuntament, convent que va iniciar la seua construcció amb la donació d'estes terres per part de Jaume I als franciscans el 1239 i que va ser demolit el 1891 després de la desamortització de 1835, i el seu posterior ús com a caserna de cavalleria dels Llancers de Numància.

## Història

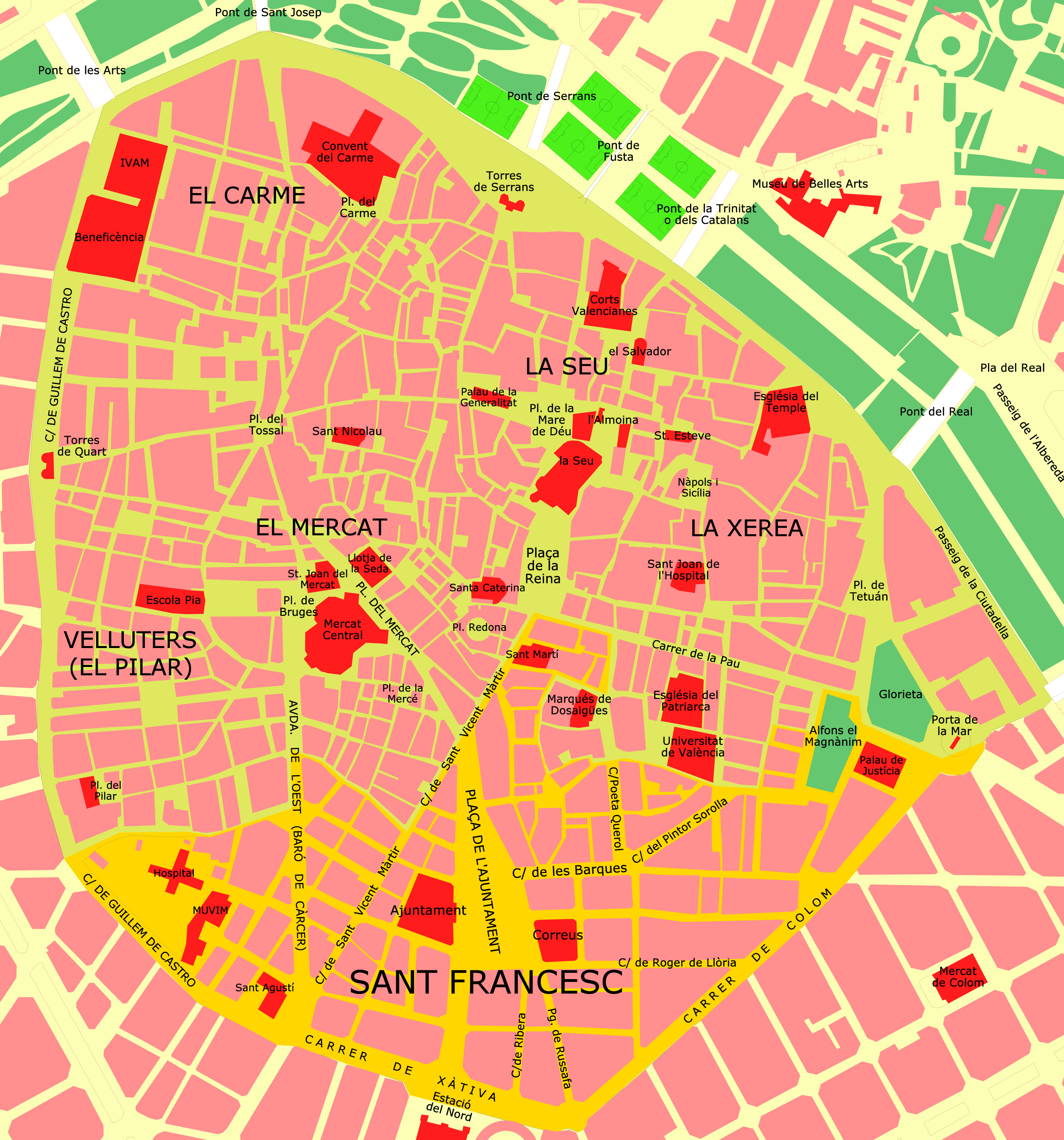
Plànol de carrers. En ocre, el barri de Sant Francesc

És l'actual centre neuràlgic de la ciutat, que històricament s'ha anat desplaçant des del nord cap al sud de la Ciutat Vella, des de la Plaça de la Mare de Déu (abans Plaça de la Seu) ubicada al barri de la Seu, passant per la Plaça de la Reina al sud del mateix barri de la Seu, la Plaça del Mercat al barri del Mercat, fins a l'actual Plaça de l'Ajuntament, al centre del barri de Sant Francesc.
La major part del barri es trobava extramurs de l'antiga muralla àrab, al sud del braç del riu Túria, que feia la funció de fossat per a la ciutat àrab fortificada de Balansiya, concretament al sud de la porta de la Boatella o de Bab Baytala, que estava en l'actual carrer de Sant Vicent Màrtir (antic tram de la via Augusta romana) a l'alçada de la Plaça de Marià Benlliure.
Després de la conquesta cristiana de València el 1238 pel rei Jaume I, i en construir-se la muralla medieval el 1356 per ordre del rei Pere el Cerimoniós, rebesnet de Jaume I, el barri va entrar a formar part de la ciutat fortificada limitant amb la part sud de la muralla. Discorria des del portal de Torrent o dels Innocents a l'antic hospital, fins a la porta de la Marprop del riu Túria i de la Ciutadella, passant pel portal de Sant Vicent al carrer del mateix nom, la porta de Russafa al camí de Russafa, i el portal dels Jueus en l'actual estació de metro de Colom, que donava pas a la jueria.
L'auge d'aquest barri com a centre de la ciutat va iniciar-se amb la ubicació de la casa de la Ciutat el 1854 a l'antiga casa de l'Ensenyament, davant del convent de Sant Francesc, després que un incendi assolara l'anterior ajuntament que estava situat a la Plaça de la Mare de Déu, front el palau de la Generalitat.
Fins a aquest moment, el barri va evolucionar diferentment a la part occidental i oriental. A l'oest, es trobava l'Hospital Provincial al Carrer de l'Hospital, el convent de Sant Agustí i el Col·legi de l'Art Major de la Seda, a mig camí entre la indústria artesana de la seda del barri dels Velluters i la zona comercial del Mercat, mentre que a l'est s'agrupaven habitatges de pescadors, que van donar nom al "barri dels Pescadors", els jardins del Parterre des del 1850, el Duana Reial de finals del segle xviii junt a la porta de la Mar, i el convent de Santa Clara. Altres convents que es trobaven al barri eren, al nord, el de Sant Gregori (actual teatre Olympia) i al sud el del col·legi de Sant Pau (actual IES Lluís Vives).
Al solar que deixà el convent de Sant Francesc el 1891 i a l'antiga "baixada de Sant Francesc", es va alçar cap a les primeres dècades del segle xx l'actual Plaça de l'Ajuntament (també dita al llarg del segle Plaça d'Emilio Castelar, del Caudillo i del País Valencià), que va anar agafant, a poc a poc, i remodelació darrere remodelació, la seua fesomia actual. Aquesta plaça és el centre neuràlgic de la ciutat, punt de trobada i de celebracions d'actes socials des de la seua construcció, com ara el lloc on es disparen les mascletaes durant les festes de les Falles cada mes de març en honor de sant Josep. Fins a aquesta plaça, arribaven els trens de l'antiga estació del Nord, concretament fins als actuals edificis de Telefónica i L'Equitativa, amb les vies discorrent per l'avinguda del Marquès de Sotelo i pel carrer d'Alacant.
Amb la reconstrucció del barri dels Pescadors amb edificis com l'edifici de Correus, l'edifici del Banc de València i el teatre Principal al carrer de les Barques, i centres comercials, que substituïen en part l'antiga activitat comercial del barri del Mercat, com Galerias Preciados o El Corte Inglés als carrers de Colom i del Pintor Sorolla, el barri es va convertir en el centre definitiu del districte i de la ciutat.

## Actuals límits
Ocupa tot el sud de Ciutat Vella. Comença al cantó entre el carrer de Guillem de Castro i el carrer de l'Hospital, que el separa del barri de Velluters. Del barri del Mercat, el separa l'Avinguda de l'Oest, i els carrers dels Adreçadors i del Mestre Clavé fins al carrer de Sant Vicent Màrtir, on gira cap al nord fins a la Plaça de la Reina. Allà gira a la dreta pel carrer de la Pau (que el separa del barri de la Seu), i el seu límit amb la Xerea el marca Marqués de Dosaigües, la Raconada de Federico Garcia Sanchis, Ambaixador Vic i Próixita. Després va per Salvà i Pintor Sorolla i gira a l'esquerra per Bonaire, a la dreta per l'Olivera i a l'esquerra per la Plaça d'Alfons el Magnànim i el palau de Justícia fins a la Plaça de la porta de la Mar. Allà limita amb el barri del Pla del Remei del districte de L'Eixample i gira a la dreta pel carrer de Colom, fins que arriba al de Xàtiva i, entre els carrers de Russafa i el carrer d'Alacant, fa de límit amb el barri de Russafa abans d'arribar a l'inici de Guillem de Castro, on fa de límit amb el barri de La Roqueta fins a arribar al carrer de l'Hospital de nou.

## Demografia
La gran concentració d'entitats financeres, comercials, lúdiques i administratives condiciona els elevats preus del sòl i, per tant, la baixa densitat de població. El 2007 tenia 5.488 habitants, enfront dels 7.904 de 1981. A diferència d'altres barris de Ciutat Vella, on s'ha produït un fort despoblament pel seu deteriorament i abandó, a Sant Francesc han estat els alts preus els que han expulsat part de la població, i allà on anys enrere residia gent ara només les entitats financeres i els comerços poden pagar-hi els lloguers.

## Elements importants
El barri de Sant Francesc té diverses funcions ben diferenciades, com ara:
- Comercial: amb una enorme activitat al carrer de Colom i adjacents, on els preus dels locals són els més elevats de la ciutat i els tercers més cars d'Espanya després de l'àrea del portal de l'Àngel de Barcelona i carrer Preciados de Madrid.
- Lúdic: amb les dues úniques sales de cinema (multicine) del centre de la ciutat (al passeig de Russafa i al carrer de Roger de Llúria), i amb tres dels principals teatres de la ciutat (l'Olympia, el Principal i el Rialto).
- Cultural: amb el MuVIM, la Biblioteca Municipal (antic Hospital), el Col·legi de l'Art Major de la Seda al carrer de l'Hospital, i algunes de les millors llibreries.
- Religiós: amb l'església de Sant Martí i l'església de Sant Agustí.
- Financer: amb les principals entitats bancàries i d'assegurances al voltant dels carrers de les Barques i del Pintor Sorolla, que són el Central Business District de la ciutat, com ara l'edifici del Banc de València.
- Administratiu: on destaca l'Ajuntament de València i les delegacions de Correus i d'Hisenda, a més del palau de la Justícia a la Plaça d'Alfons el Magnànim.
- Turístic: amb gran nombre d'hotels, hostals, restaurants, bars i moltes franquícies de menjar ràpid, sobretot en carrers per a vianants com els de Joan d'Àustria, de Ribera i el passeig de Russafa. La Plaça de Bous es troba al carrer de Xàtiva, però en terreny del barri de Russafa.
- Jardins: amb el parc de l'Hospital i els jardins del Parterre.

## Transports
En ser un gran espai de serveis, el barri de Sant Francesc inclou la millor accessibilitat des de qualsevol punt de la ciutat i de la seua àrea metropolitana.
El ferrocarril arriba al barri gràcies a l'estació del Nord, al carrer de Xàtiva dins el barri de La Roqueta. La major part de les línies d'autobús de l'EMT de València es creuen a la Plaça de l'Ajuntament, la qual cosa comunica el barri amb la pràctica totalitat dels barris i pedanies de la ciutat. Les estacions de metro de Colom i Xàtiva de les línies 3 i 5 de Metrovalencia donen servei al barri, a més de les estacions no gaire llunyanes d'Albereda, Àngel Guimerà i Plaça d'Espanya (donant servei també a la línia 1).
En un futur, està projectat que la línia 2 de tramvia subterrani de Metrovalencia travesse el subsòl de la Ciutat Vella des del carrer d'Alacant, darrere de la Plaça de Bous. Tindrà una nova andana a l'avinguda del Marqués de Sotelo (davant l'IES Lluís Vives) corresponent a l'estació de Xàtiva, fent així correspondència amb les línies 3 i 5, i continuarà cap al nord a les futures estacions del Mercat, del Carme i de Museus o Serrans.

## Imatges

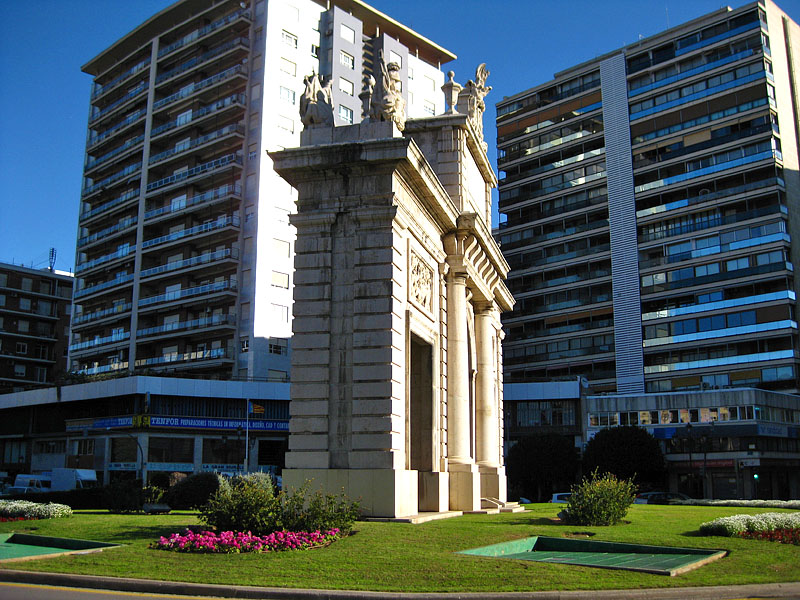
Plaça de la porta de la Mar
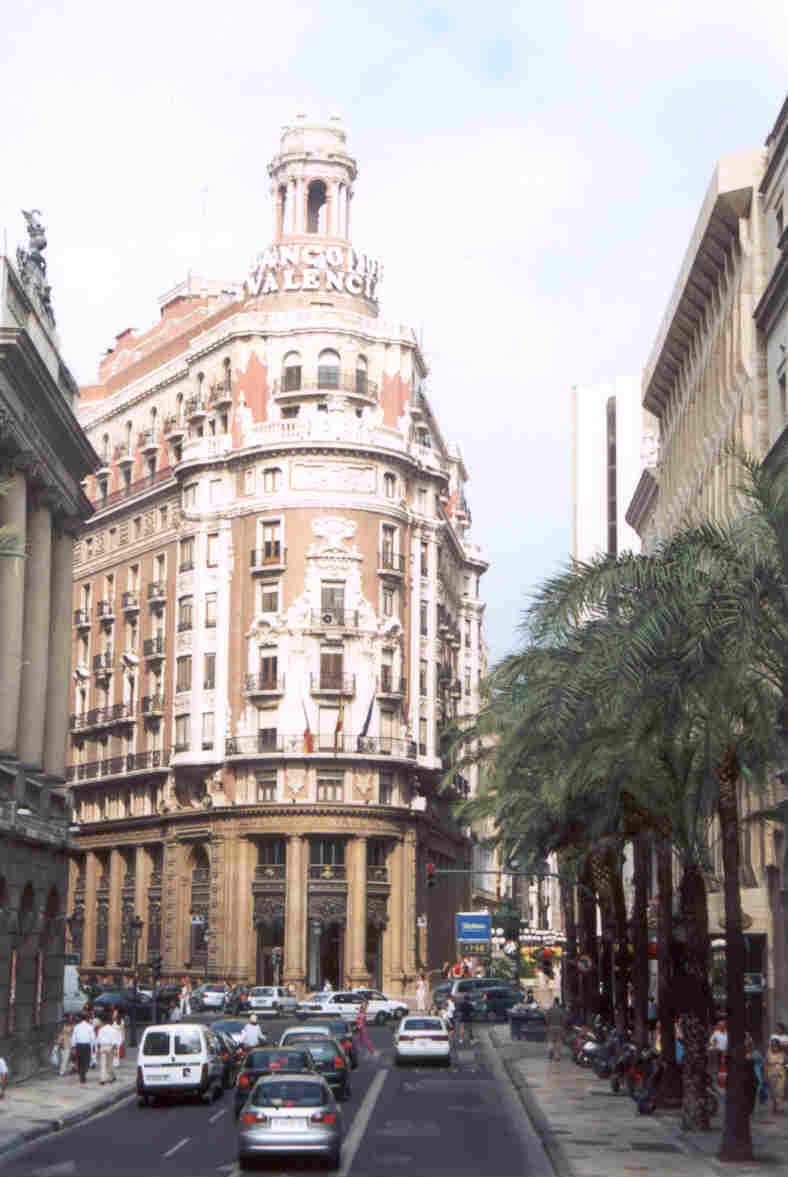
Seu del Banc de València
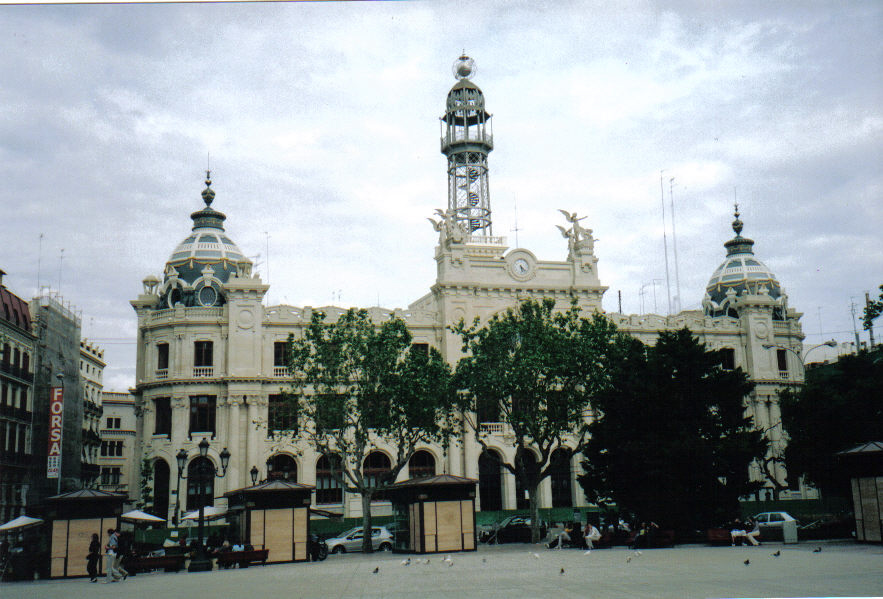
Edifici de Correus
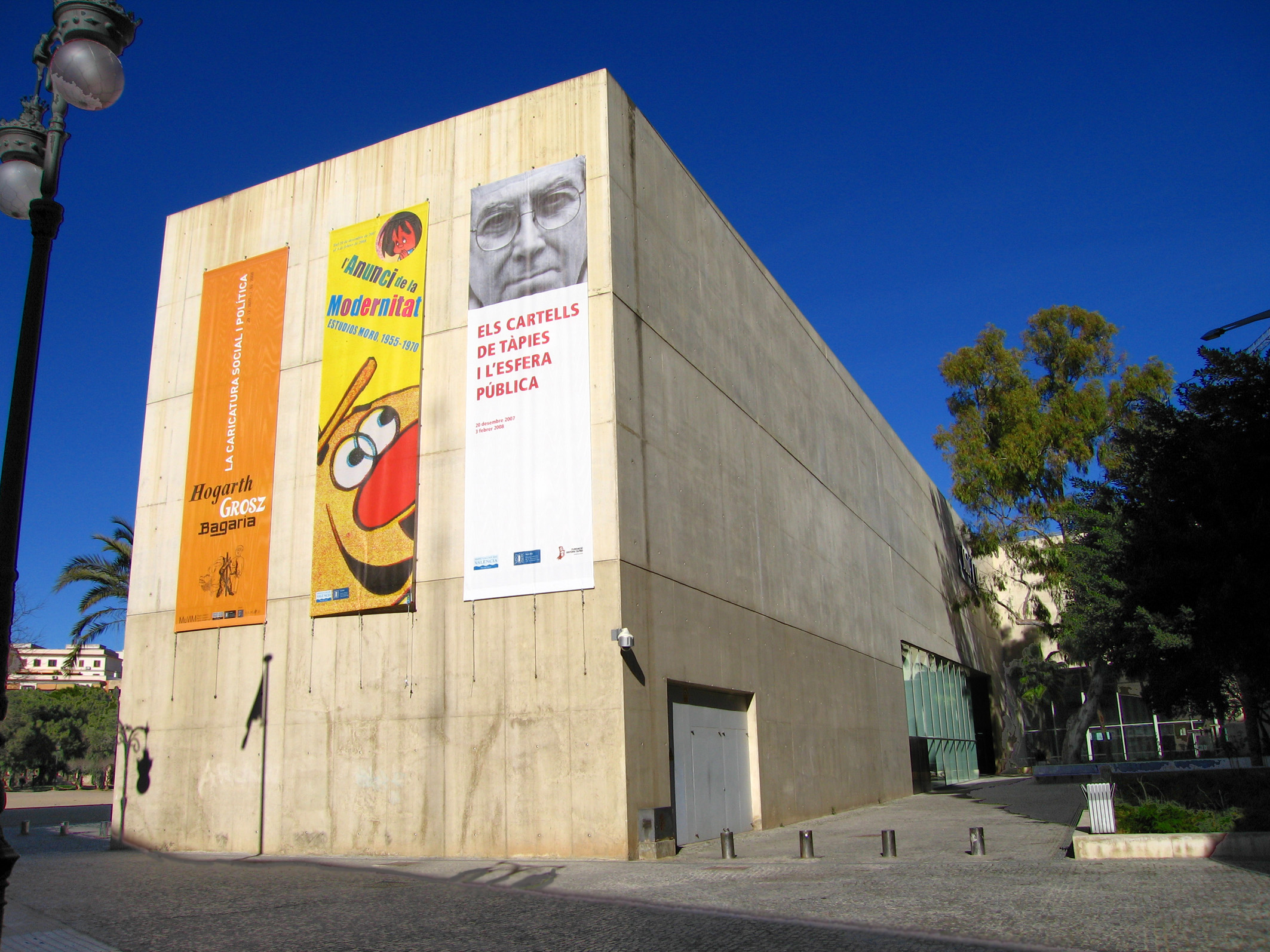
MuVIM
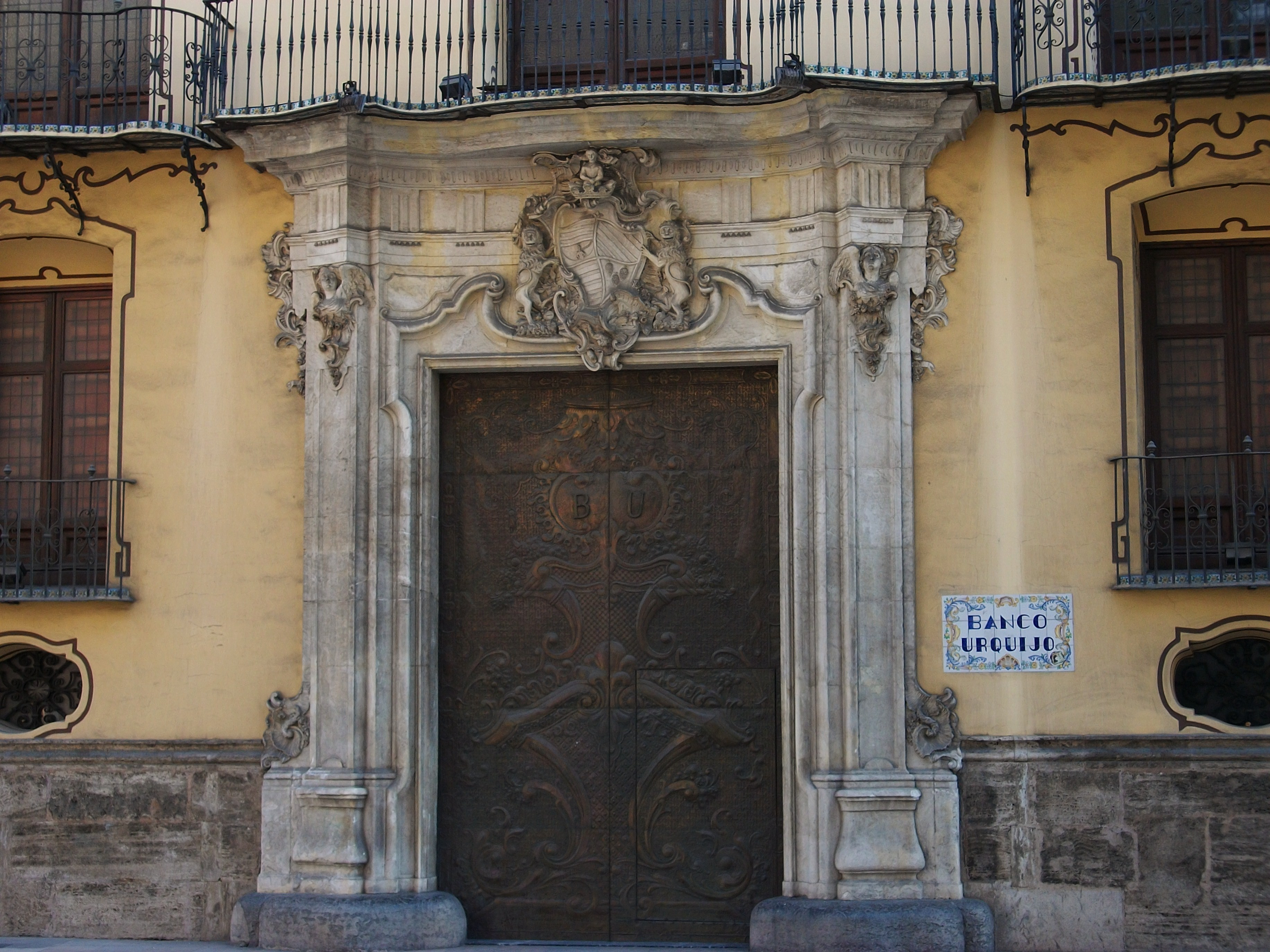
Portada del palau dels marquesos de Penalva o Huarte